# 過錯推定責任
過錯推定責任是大陸法系中由侵權而引發的責任類型，即，在特定情形下，行為人若不能證明對方具有過錯，則因推定的過錯（德語：vermutetes Verschulden）而所需承擔的責任。
相對於過錯責任，此乃舉證責任倒置之情形。相對於無過錯責任，過錯推定責任所基於之推定為可受反駁之推定（德語：widerlegbare Vermutung），即，行為人有相反證據時，不承擔責任。
例如，中華人民共和國民法典規定，無民事行為能力人在教育機構受到侵害時，教育機構承擔過錯推定責任。

又如，德國民法規定
動物杀人，或傷害人的身體或健康，或損壞財物時，動物飼養人對受害人因此產生的損害負有賠償義務。若損害係因維持動物飼養人的職業、營業或生計的家畜所造成的，而動物飼養人已盡必要注意，或即使已盡必要注意仍難免發生損害的，不發生賠償義務。
若所飼養之動物乃為維持飼養人職業、營業或生計所養，則飼養人須承擔過錯推定責任，須證明其已盡注意義務、或即使盡注意義務亦不能避免損害發生方能免於過錯推定。而若飼養動物者並非為職業、營業、生計而飼養動物，即所飼養之動物為奢侈動物（德語：Luxustier），則須承擔無過錯責任。